# Chiraliteit (wiskunde)
Een figuur in twee dimensies of een ruimtelijke figuur wordt in de meetkunde chiraal genoemd of men zegt dat de figuur chiraliteit bezit, indien het niet mogelijk is de figuur alleen door rotatie en translatie op het spiegelbeeld van zichzelf af te beelden. Men noemt twee chirale objecten of ruimtelijke figuren die elkaars spiegelbeeld zijn ook enantiomorf. Het woord chiraliteit is afgeleid van het Oudgriekse: χείρ, cheir, hand en het woord enantiomorf komt van het Griekse: ἐναντίος, enantios, tegenover en μορφή, morphē, vorm. 
De handen van een mens zijn chiraal.
Het komt er bij een wiskundig object of ruimtelijke figuur op neer dat het niet hetzelfde is als het spiegelbeeld van zichzelf. Het gespiegelde object is eenduidig, dus is niet afhankelijk van het spiegelvlak. Dit komt omdat ieder spiegelbeeld van een object door rotatie en translatie in ieder andere spiegelbeeld van hetzelfde lichaam overgaat. Een object of figuur dat niet chiraal is, wordt achiraal of amfichiraal genoemd. Wanneer een object twee verschillende chirale vormen heeft, wordt het verschil tussen deze twee vormen het verschil in oriëntatie genoemd.
Iedere figuur heeft in de wiskunde een symmetriegroep. Een van de eigenschappen van de symmetriegroep van een figuur wordt erdoor bepaald dat de figuur chiraal of het spiegelbeeld van zichzelf is.

## Voorbeelden
- Linker- en rechterhandregels
- Twee van de vijf vormen in tetromino zijn chiraal.
- Er zijn twee paar chirale archimedische lichamen: de stompe kubus en de stompe dodecaëder. Objecten in drie dimensies worden meestal een lichaam genoemd.
- Chiraliteit komt in de scheikunde voor, waarbij een molecuul twee verschillende chirale vormen kan hebben.
- Een schroef is een chiraal object. Als een draaiing met de wijzers van de klok mee gepaard gaat met een beweging van de waarnemer af noemt men de schroef rechtsdraaiend, anders linksdraaiend.
- De helix en bij uitbreiding een propeller en de möbiusband zijn chirale tweedimensionale objecten ingebed in een driedimensionale ruimte.